# 李雷雷
李雷雷（1977年6月30日—），是一名已退役的中國足球運動員，他曾先後在八一足球俱樂部和深圳健力寶和山东鲁能泰山效力，同时也是前中国国家足球队的守門員。

## 足球生涯

### 深圳健力寶
李雷雷在2003年底八一解散前，响应朱广沪的召唤轉投深圳健力宝隊，加盟深圳队后李雷雷牢牢占据了深圳队的主力门将的位置。深圳连续成为联赛失球最少球队，在他加盟的首個球季在半年未有拿到工資的情況下即協助球隊取得首屆中超的冠軍（這是球隊首個頂級聯賽冠軍）李雷雷功不可没，此舉更打破了中國頂級职业聯賽冠軍，一向由大連實德、上海申花及山东鲁能泰山所壟斷的局面，2005年的時候他首次入了国家队，他於2006年1月轉投了山东鲁能泰山。

### 山东鲁能泰山
他於2006年1月從深圳隊以500萬人民幣轉投了山东鲁能泰山，岀場机会亦比他深圳隊的時候多了很多，漸漸成為球隊的正選守門員，慿着他傑岀的表現山东鲁能在2006球季成為了「双料冠軍」（中超及足協杯），並打破了中國頂級职业聯賽多項紀錄。2007年创造了619分钟不失球的纪录，这曾经是中超门将的最高纪录。
2010年初，李雷雷在亚冠联赛比赛受伤后，失去了球队的主力守门员的位置，只曾于一场联赛中首发上场。2011赛季结束后，李雷雷被山东鲁能挂牌，最终选择退役。
2013年，李雷雷回归北京，为国安担任门将教练。

### 国家队
由於他在深圳健力宝的表現，獲當時新上任的国家队主教練朱广滬的賞識，在2005年順利入選了国家队（朱广滬之前曾執教深圳隊），並漸漸取替了紀律欠佳的劉雲飛在国家队的正選守門員位置。2007年以国家队主力守門員身分參加了亚洲杯。在亚洲杯后，李雷雷就再沒有入选国家队。

## 个人
他的父亲李松海亦曾是国家队的守门员，也曾担任国安队的守门员教练。

## 榮譽

### 俱乐部

#### 深圳健力寶
- 中国足球超级联赛冠军：2004

#### 山东鲁能泰山
- 中国足球超级联赛冠军：2006、2008、2010
- 中国足协杯冠军：2006

### 国家队

#### 中国国家足球队
- 东亚杯：2005

1. ↑  . 足球报. 1999-12-09  [2020-02-17]. （原始内容存档于2020-02-13）.
2. ↑  . 体育周报. 2001-01-01  [2020-02-17]. （原始内容存档于2020-02-17）.